# 북키프로스 요리
튀르크계 키프로스 요리 또는 북키프로스 요리는 서남아시아·지중해에 있는 키프로스의 튀르크계 키프로스인의 요리이자 키프로스 요리의 일부이다. 